# II Premis de la Unión de Actores
La II edició dels Premis de la Unión de Actores, corresponents a l'any 1992, concedits pel sindicat d'actors Unión de Actores y Actrices, va tenir lloc el 31 de març de 1993 al Teatro Albéniz de Madrid. El director de l'acte fou Juan Polanco.

## Guardons

### Premi a Tota una vida
- Fernando Fernán Gómez

### Premi Especial
- La Avispa

### Cinema

#### Millor interpretació protagonista
| Actor/Actriu     | Pel·lícula         | Resultat  |
| ---------------- | ------------------ | --------- |
| Antonio Banderas | Els reis del mambo | Candidat  |
| Carmelo Gómez    | Vacas              | Guanyador |
| Alfredo Landa    | La marrana         | Candidat  |

#### Millor interpretació secundària
| Actor/Actriu          | Pel·lícula             | Resultat   |
| --------------------- | ---------------------- | ---------- |
| Penélope Cruz         | Belle Époque           | Guanyadora |
| Gabino Diego          | Belle Époque           | Candidat   |
| Enrique San Francisco | Orquesta Club Virginia | Candidat   |

#### Millor interpretació revelació
| Actor/Actriu    | Pel·lícula     | Resultat  |
| --------------- | -------------- | --------- |
| Miguel del Arco | Los miserables | Candidat  |
| Javier Bardem   | Jamón, jamón   | Guanyador |
| Penélope Cruz   | Jamón, jamón   | Candidata |

### Televisió

#### Millor interpretació protagonista
| Actor/Actriu  | Sèrie de televisió                  | Resultat  |
| ------------- | ----------------------------------- | --------- |
| Imanol Arias  | Brigada central 2: La guerra blanca | Candidat  |
| Concha Cuetos | Farmacia de guardia                 | Candidata |
| Fernando Rey  | El Quijote de Miguel de Cervantes   | Ganador'  |

#### Millor interpretació secundària
| Actor/Actriu      | Sèrie de televisió  | Resultat   |
| ----------------- | ------------------- | ---------- |
| Cesáreo Estebánez | Farmacia de guardia | Candidat.  |
| Maruchi León      | Farmacia de guardia | Candidata. |
| Miguel Rellán     | Tango               | Guanyador  |

### Teatre

#### Millor interpretació protagonista
| Actor/Actriu       | Obra de teatre                 | Resultat  |
| ------------------ | ------------------------------ | --------- |
| Héctor Alterio     | Los gatos                      | Candidat  |
| José Pedro Carrión | El mercader de Venècia         | Candidat  |
| Juan Diego         | No hay camino al paraíso, nena | Guanyador |

#### Millor interpretació secundària
| Actor/Actriu | Obra de teatre      | Resultat   |
| ------------ | ------------------- | ---------- |
| Jaime Blanch | Perdidos en Yonkers | Candidat   |
| Paco Maestre | Don Juan último     | Candidat   |
| Gloria Muñoz | Entre tinieblas     | Guanyadora |